# Motoo Kimura

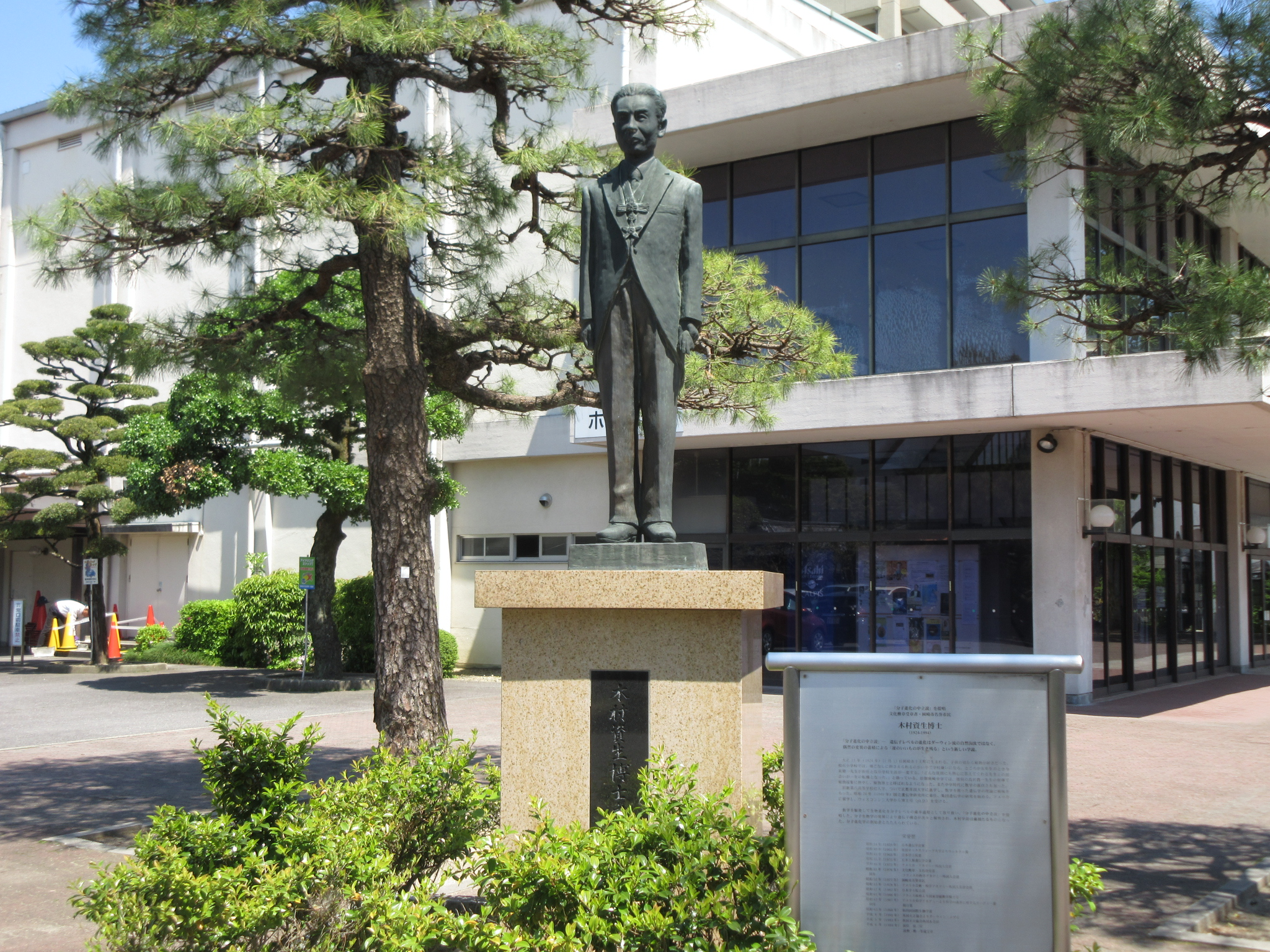
Statue von Kimura vor der Stadthalle von Okazaki

Motoo Kimura (japanisch 木村 資生, Kimura Motoo; * 13. November 1924 in Okazaki; † 13. November 1994 in Mishima) war ein japanischer Genetiker und Evolutionsbiologe.

## Leben und Wirken
Motoo Kimura machte seinen Studienabschluss an der Universität Kyōto. Ab 1949 war er Mitglied des National Institute of Genetics in Mishima und beschäftigte sich mit Populationsgenetik. Aufgrund seiner Forschungsergebnisse bezüglich des Mutationslevels der DNA widersprach er der Theorie der natürlichen Selektion, die seit Darwin die übliche Annahme war. 1968 formulierte er die Neutrale Theorie der molekularen Evolution.
1978 wurde Kimura in die American Academy of Arts and Sciences aufgenommen.

## Auszeichnungen
- 1965: Weldon Memorial Prize
- 1976: Kulturorden (Japan)
- 1987: John J. Carty Award der National Academy of Sciences ausgezeichnet, deren Mitglied er seit 1973 war
- 1992: Darwin-Medaille von der Royal Society, in die er im darauffolgenden Jahr 1993 als „Foreign Member“ gewählt wurde.

## Werke
- Evolutionary rate at the molecular level. In: Nature 217, 1968. Seiten 624–626.
- The Neutral Theory of Molecular Evolution. Cambridge University Press 1983. ISBN 0-521-23109-4.